# Vital Keuller
Vital Keuller (Rijsel (Frankrijk), 1866 – Schaarbeek, 1945) was een Belgisch kunstschilder, graficus en affichekunstenaar.

## Levensloop
Hij was de zoon van Belgische ouders die op het tijdstip van zijn geboorte beroepshalve in Rijsel woonden.
Vital Keuller kreeg zijn opleiding aan de Brusselse Kunstacademie bij Jean Portaels en Joseph Stallaert. Tijdens de wereldtentoonstelling van 1897 verzorgde hij hiervan deels de artistieke vormgeving. Hij woonde in de jaren voor 1914 in Oostende. Hij werd er artistiek directeur van de "Cercle Artistique d'Ostende". Hij  week uit bij het uitbreken van de Eerste Wereldoorlog naar Engeland maar keerde na de oorlog niet meer voor lang naar Oostende terug. Eerst doorkruiste hij nog Bretagne, de Ardennen en de Kempen. Zijn latere carrière speelde zich vooral af in Sint-Mariaburg bij Antwerpen waar hij een villa met atelier had. Zijn laatste levensjaren woonde hij met zijn tweede echtgenote in Schaarbeek, waar hij nog uitsluitend landschappen schilderde. Hij overleed een jaar na de dood van zijn tweede echtgenote.
Zijn dochter Renée Keuller (1899-1981) was eveneens een begaafde kunstenares. Zij schilderde landschappen, naakten, stillevens en portretten.

## Oeuvre

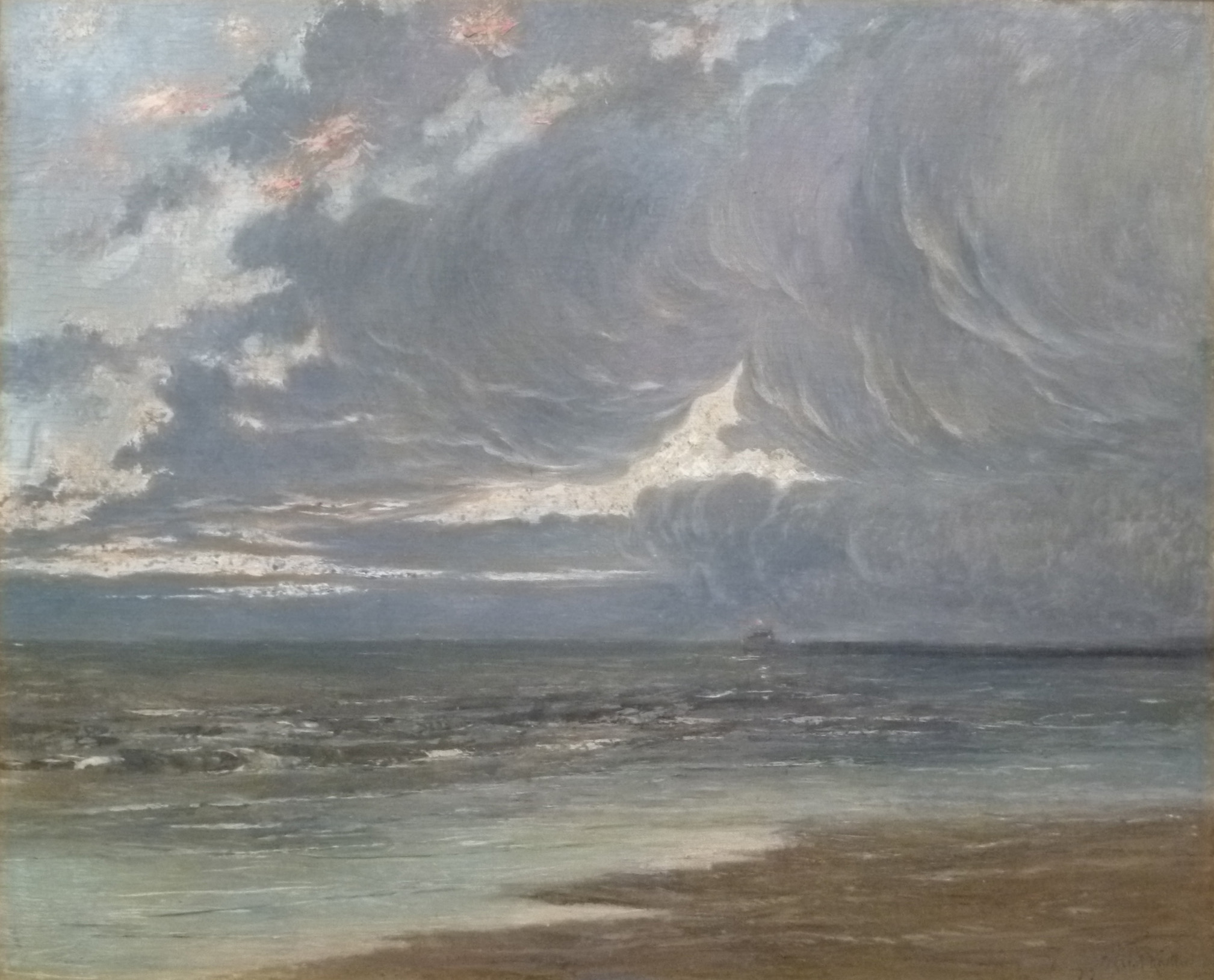
"De zee bij avondschemering te Oostende; privébezit

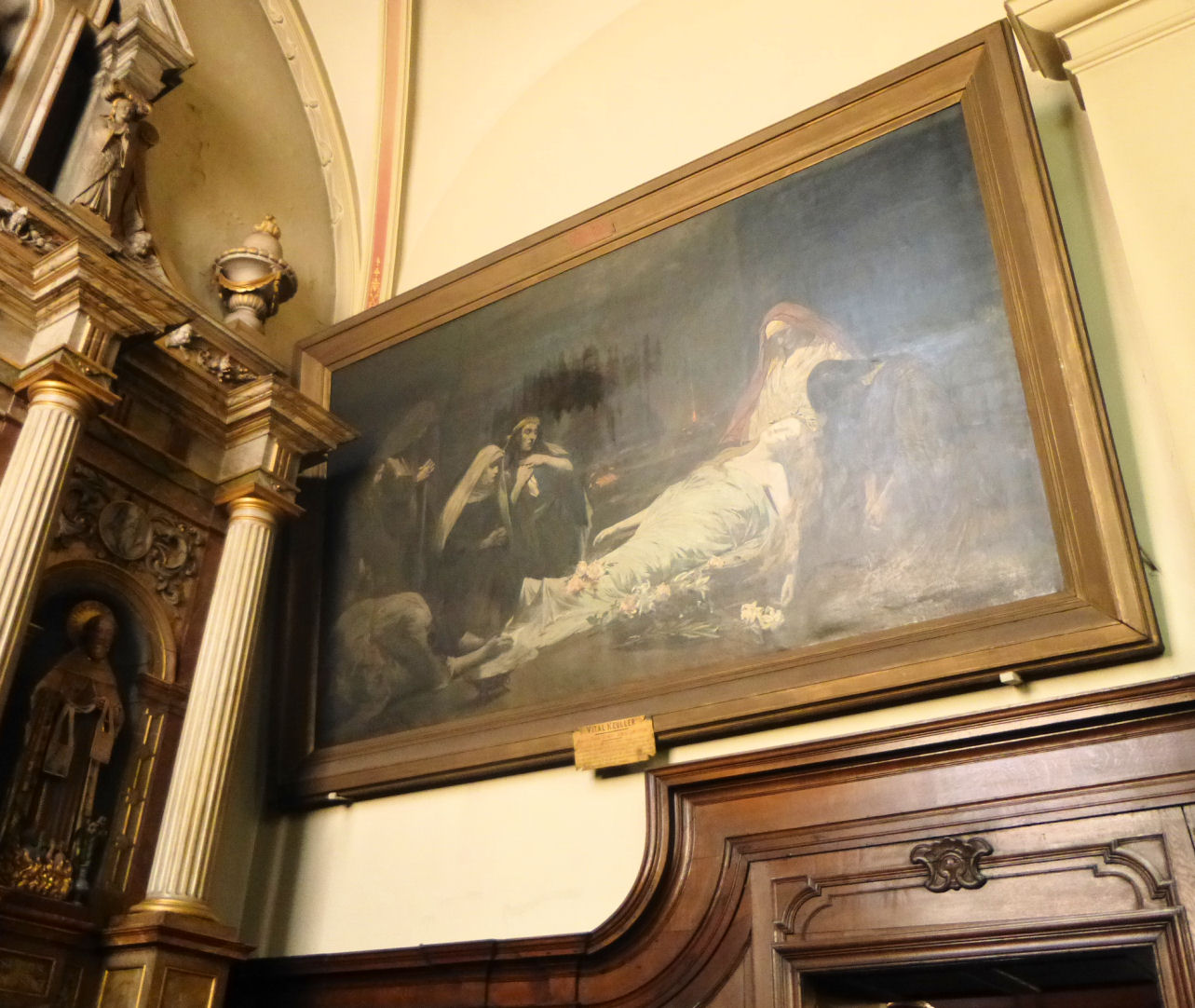
Monumentaal schilderij, Kerk te Hamme.

Keuller schilderde sterk realistische portretten, figuren, realistische landschappen, marines, stads-, hoeve- en dorpsgezichten. Naast de kust en de Antwerpse Kempen zocht hij ook vaak inspiratie in de Ardennen. Vooral voor de Eerste Wereldoorlog was hij erg succesvol.
Zijn realistische portretten waren sterk gewaardeerd. Zijn bosgezichten vertonen een wisselend licht- en schaduwspel, maar vertonen in de loop der jaren verder weinig evolutie in techniek en kleur. Zijn marines waren erg in trek en mogen gerust de vergelijking met het werk van Louis Artan doorstaan. De meeste dateren van tijdens zijn verblijf in Oostende in de jaren 1906-1909.

## Tentoonstellingen
Hij nam deel aan verschillende groepstentoonstellingen. Hij gaf een tentoonstelling in de stadsfeestzaal van Antwerpen in 1922 en 1923. In 1925 richtte hij een tentoonstelling in te Luik met meer dan 65 werken. In augustus 1931 gaf hij een tentoonstelling in Knokke-Zoute met 42 schilderijen en 17 sepia's.
- retrospectieve in de Stadsfeestzaal in Lokeren (1988)
- retrospectieve in het Museum voor Schone Kunsten Oostende (1992)

## Verzamelingen
- Verzameling Vlaamse Gemeenschap
- Antwerpen, vroegere Museum Vleeshuis
- Brussel, Museum van het Leger en de Krijgsgeschiedenis
- Oostende, Mu.ZEE (ex verz. M.S.K.O.)